# Ninodes splendens
Ninodes splendens är en fjärilsart som beskrevs av Butler 1878. Ninodes splendens ingår i släktet Ninodes och familjen mätare. Inga underarter finns listade i Catalogue of Life.